# Eloria noyesi
Eloria noyesi, conocida como "la gringa" en los países donde es originaria, es un lepidóptero nocturno perteneciente a la familia Erebidae.

## Morfología
Mariposa muy pequeña de unos 16 mm de longitud. Posee una envergadura de unos 30 mm. Las alas son de color beige

## Ciclo vital
Las larvas se alimentan de hojas de planta de coca (Erythroxylum coca), hecho que ha permitido que las autoridades de países como Colombia, Bolivia o Perú se planteen su uso como control biológico de las plantaciones ilegales de coca.